# Berthold Paul

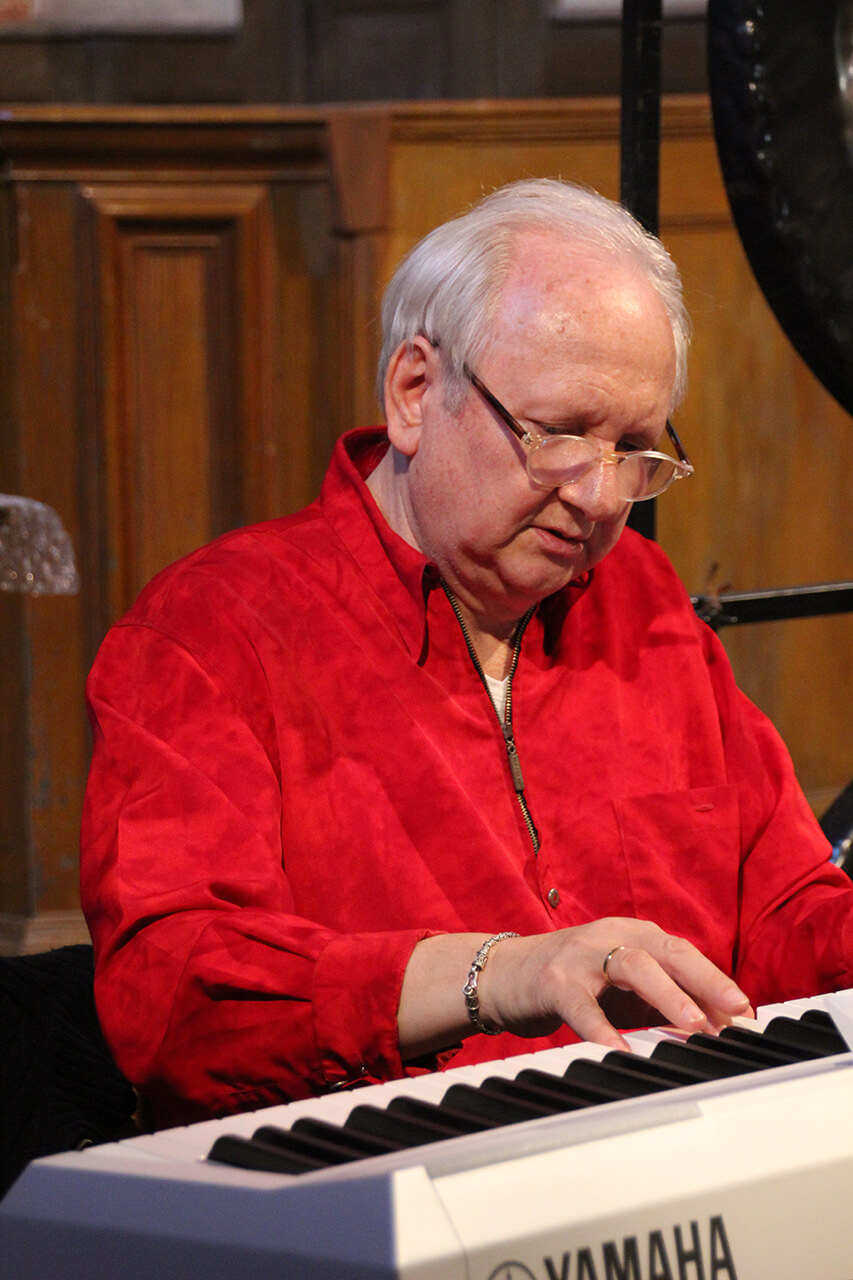
Berthold Paul, 2016

Berthold Paul (* 29. Februar 1948 in Aumühle bei Hamburg; † 29. Juni 2022) war deutscher Komponist ernster Musik, Pianist, Musikverleger, Dirigent und Fotograf.

## Leben
Paul studierte am Hamburger Konservatorium Klavier, Musiktheorie, Pädagogik und Komposition, Letzteres bei Walter Steffens. Danach folgte ein weiteres Studium an der Staatlichen Hochschule für Musik und Darstellende Kunst in Hamburg mit den Fächern Klavier bei Reimer Küchler und Ferry Gebhardt, Komposition und Theorie bei Werner Krützfeldt sowie Dirigieren bei Albert Bittner.
Erste Aufführungen seiner Werke erfolgten 1968 in Hamburg mit Mitgliedern des NDR-Sinfonieorchesters. 1969 kam es zur ersten internationalen Aufführung auf dem Festival GAUDEAMUS in Holland. Ebenfalls 1969, im Alter von 21 Jahren, wurden seine Kammermusik- und Orchesterwerke durch die Internationalen Musikverlage Sikorski, Hamburg verlegt. Paul erhielt seinen ersten Kompositionspreis 1970 vom LTM-VDMK-Verband deutscher Musikerzieher und darstellender Künstler, Hamburg. Seine erste Orchesteraufführung fand im Jahr 1972 mit dem Siegerlandorchester statt. Aufgeführt wurde sein Werk Nouvelles pour Orchestre. Das Konzert wurde vom Westdeutschen Rundfunk (WDR) mitgeschnitten und gesendet. Alle Werke wurden geschrieben im Auftrag von Ensembles, von der Landesregierung Schleswig-Holsteins und von deutschen und internationalen Rundfunkanstalten. Fast alle Werke sind bei deutschen Sendern produziert, ebenso bei Sendern in den USA, Australien, Spanien, Österreich und Dänemark.
1975 gründete er die Reihe „Musica Nova-Aktuell“ in Reinbek, die die Finanzierung und Schirmherrschaft übernommen hatte. Paul übernahm – zusammen mit seiner Ehefrau Ingeborg Sawade, einer Multiinstrumentalistin – die ehrenamtliche Betreuung derselben für zehn Jahre. Es fanden 30 Konzerte mit internationalen Ensembles und Solisten statt, unter anderem mit
- dem Varius Ensemble
- dem Stuttgarter Bläserquintett
- dem Chor des Norddeutschen Rundfunks – einmal unter Leitung von Helmuth Franz und einmal unter Leitung von Alexander Šumski
- dem Hamburger Bachchor St. Petri (Hauptkirche) unter Leitung von Ernst-Ulrich von Kameke
- dem österreichischen Ensemble für Neue Musik
- dem Ensemble „Das neue Werk“ des Norddeutschen Rundfunks
- dem Benthien-Quartett
- dem Berliner Bläsertrio
- dem Bläser-Quintett des Südwestfunks
- dem Rheinischen Bach-Collegium
- dem Ensemble Australia Felix unter Leitung von Felix Werder
- dem Ars Nova Ensemble Nürnberg unter Leitung von Werner Heider
- Hans Deinzer
- Werner Heider
- Werner Taube
- Peter Roggenkamp
- Geske Hof-Helmers

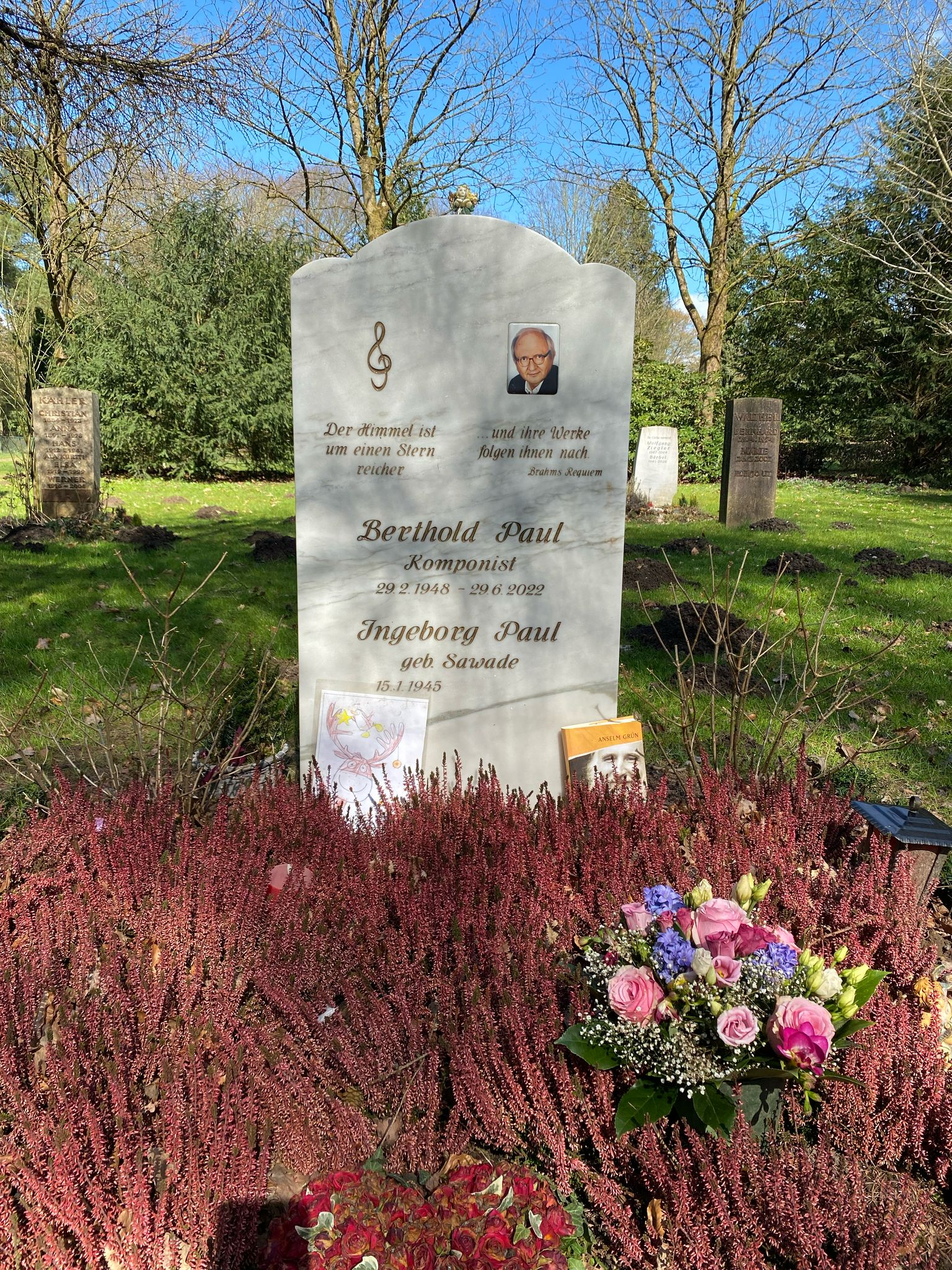
Grabstätte auf dem Friedhof Ohlsdorf

In allen Konzerten der „Musica Nova aktuell“ wurden u. a. Werke von Berthold Paul aufgeführt. 24 Werke, die von Paul als Auftragswerke bestellt wurden, wurden innerhalb der Reihe in Reinbek uraufgeführt. Außerdem kamen mehrere deutsche Erstaufführungen zustande, ebenso Rundfunkproduktionen, für die Paul gesorgt hatte, Konzertmitschnitte in Zusammenarbeit mit dem „neuen werk des ndr“ in Hamburg sowie Fernsehaufnahmen. Paul erreichte, dass die Reihe „Musica Nova aktuell“ von der Landesregierung von Schleswig-Holstein finanziell und ideell gefördert wurde. Das 188. Konzert „das neue werk des ndr“ fand in Verbindung mit dem 15. Konzert „Musica Nova aktuell“ statt. Das 30. Konzert bestritt das Orchester des Norddeutschen Rundfunks u. a. mit einem Auftragswerk von Berthold Paul 1985, STUFEN für Großes Orchester op. 46.
Berthold Paul verstarb im Alter von 74 Jahren und wurde auf dem Hamburger Friedhof Ohlsdorf beigesetzt. Die Grabstätte liegt im Planquadrat Bh 58 östlich des Grabmal-Freilichtmuseums im Heckengarten.

## Ensemble Neue Horizonte
1984 gründete er das Ensemble Kaleidoskop zusammen mit seiner Ehefrau Ingeborg Sawade, Norbert Linke und Annette Linke. 1990 gab sich das Ensemble den Namen Ensemble Neue Horizonte. 1984 bis 1989 wurde es von der Landesregierung von Schleswig-Holstein gefördert. 1985 wurde er von der Landesregierung zu einer Tournee durch Gymnasien und Berufsschulen des Landes Schleswig-Holstein mit 50 Konzerten eingeladen. In den 1980er und 1990er Jahren erhielt das Ensemble Neue Horizonte auch Förderung vom Senat der Stadt Hamburg. Berthold Paul gab als Mitglied des Ensembles Konzerte im Dom zu Meißen, in der Hauptkirche St. Petri Hamburg, im Dom zu Quedlinburg, im Dom zu Schwerin, in der Unterkirche der Frauenkirche Dresden, in Luthers Predigtkirche zu Wittenberg sowie in Bachs Taufkirche in Eisenach. Die Schauspielerin Angélique Duvier hat mehrere Gedichte geschrieben, die von Paul vertont und vom Ensemble aufgeführt wurden.
1997 erfolgte eine Wiederaufnahme der kompositorischen Tätigkeit für andere Besetzungen. Ein Werk für zehn Blechbläser, „Aufbruch“, wurde 1997 in der Kölner Philharmonie uraufgeführt von Mitgliedern der Rheinischen Philharmonie und dem Gürzenich-Orchester. Paul gründete den Musikverlag AURUM Anfang der 2000er Jahre und begann mit der Inverlagnahme von Kammermusik von Norbert Linke, Alfred Goodman, Peter Heeren, Ingeborg Sawade. Seit 2001 ist er als Fotograf tätig und veröffentlichte den Bildband Melanie. Berthold Paul lebte mit seiner Frau als freischaffender Komponist in Reinbek und Hamburg.

## Tonträger
- Die 1. CD mit dem Neue Horizonte Duo ist ein Mitschnitt eines öffentlichen Konzertes in der Hauptkirche St. Petri Hamburg 1994: „Vom Tao der Klänge“ mit Gongs, Querflöten.
- Die 2. CD mit dem Duo Neue Horizonte: „Vom Klang der Stille“ (Synthesizer, Gesang, Querflöte) erschien bei Horos, Dresden 2003. *Die 3. CD mit Berthold Paul am Klavier – aufgenommen im Kreuzgymnasium Dresden – „Zwischentöne“ erschien ebenfalls bei Horos, Dresden.
- Ein Konzert mit den Dresdner Kapellsolisten unter der Leitung von Helmut Branny 2003 in der Annenkirche Dresden erschien als Mitschnitt und CD mit dem Werk „Sinfonietta“ von Berthold Paul, ebenfalls bei Horos, Dresden. Das Ensemble spielt seit 1986 zu dritt und gibt vor allem in Kirchen Konzerte.
- CD mit dem Gaudeamus Quartett, Brasov (Streichquartett „Memento mori“, Auftragswerk von Radio Bremen), Saurus Records
- CD mit dem Gaudeamus Quartett, Brasov („Aphorismen für Streichtrio“), Saurus Records
- CD mit U-Musik (10 Titel) „Fontänen“ – Wasserschloss Velen (Pseudonym Alex von Anselm), Saurus Records

## Auszeichnungen
- 1970: Kompositionspreis des LTM (Landesverband der Tonkünstler und Musikerzieher Hamburg in Verbindung mit der Oscar- und Vera-Ritter-Stiftung)
- 1972: Förderungspreis der Stadt Stuttgart
- 1972: Stipendium des Bundesinnenministeriums für die Internationale Cité des Arts, Paris, für ein halbes Jahr 1973; damals als jüngster deutscher Komponist
- 1974: zum 2. Mal Kompositionspreis des LTM (VDMK, Hamburg; Verein der Musikerzieher und konzertierender Künstler)
- 1975: Förderungspreis der Stadt Stuttgart
- 1978: Förderungspreis des Johann-Wenzel-Stamitz-Preises der Künstlergilde Esslingen; UA des Streichquartettes „Novembermusik“ anlässlich der Preisverleihung
- 1980: Förderpreis zum Kunstpreis des Landes Schleswig-Holstein aus der Hand des Ministerpräsidenten Gerhard Stoltenberg. Anlässlich der Preisverleihung dirigierte Paul mehrere seiner Werke für Kammerorchester mit Mitgliedern des NDR-Sinfonieorchesters Hamburg im Kieler Schloss. Aufführung von „Reflexionen I und III“ anlässlich der Preisverleihung im Kieler Schloss; Mitglieder des NDR-Sinfonieorchesters, Leitung: Berthold Paul